# Asjat Shajarov
Asjat Berleshevich Shajarov (en kazajo: Асхат Берлешевич Шахаров; Akbulak, 3 de octubre de 1978) es un deportista kazajo que compitió en judo. Ganó una medalla de bronce en el Campeonato Mundial de Judo de 2001, y una medalla de plata en el Campeonato Asiático de Judo de 2000.

## Palmarés internacional
| Campeonato Mundial  | Campeonato Mundial | Campeonato Mundial | Campeonato Mundial |
| Año                 | Lugar              | Medalla            | Categoría          |
| ------------------- | ------------------ | ------------------ | ------------------ |
| 2001                | Múnich (Alemania)  | Medalla de bronce  | –73 kg             |
| Campeonato Asiático |                    |                    |                    |
| Año                 | Lugar              | Medalla            | Categoría          |
| 2000                | Osaka (Japón)      | Medalla de plata   | –73 kg             |